# Rui de Sequeira
Rui de Sequeira (século XV) foi um marinheiro, navegador e explorador português.

## Navegações
Navegando ao serviço de D. João II de Portugal, Rui de Sequeira alcançou a costa da actual Nigéria em 1472, batizando a lagoa na região de Lagos (Nigéria) com o nome Lago de Curamo, e a cidade com o nome pela qual ainda hoje é chamada, Lagos, possivelmente em homenagem à cidade algarvia de Lagos.
Em 1475, quando o seu contrato expirou, Sequeira alcançara já o Cabo Santa Catarina, a Sul do Equador e do Rio do Gabão.
Em 1481, foi enviado pelo rei, juntamente com Lopo Gonçalves, à procura do extremo de África, o ainda desconhecido, Cabo da Boa Esperança.